# 硬膜外血液パッチ
硬膜外血液パッチ(こうまくがいけつえきパッチ、Epidural_blood_patch, EBP )は、通常は腰椎穿刺または硬膜外穿刺の結果として生じた脊髄の硬膜の穴を閉じるために、自己血を使用する外科的処置である。ブラッドパッチとも呼ばれる。脳脊髄液減少症の治療法でもあり、自分の血液を硬膜外腔に注射することにより、脳脊髄液が漏れ出すのを防ぐものである。

## 解説
この手技は、起立性頭痛、最も一般的には硬膜穿刺後頭痛(PDPH)を緩和するために施行できる。この処置には、硬膜外処置の典型的なリスクが伴う。血液は通常、脳脊髄液漏出の部位の近くに投与されるが、場合によっては脊椎の上部が標的となる。従来の硬膜外処置と同様に、硬膜外針を硬膜外腔に挿入する。血液は脳脊髄液の圧力を調節し、血餅を形成して漏れを封じる。硬膜外血液パッチは、1960年頃にアメリカの麻酔科医Turan Ozdilと外科医James B Gormleyによって最初に記述された。
硬膜外血液パッチは侵襲的な処置だが、安全で効果的である。さらに介入が必要な場合があれば、症状が解消するまで繰り返しパッチを適用できる。硬膜穿刺後頭痛の標準治療である。一般的な副作用には、背中の痛みと頭痛が含まれる。自発性頭蓋内圧低下症(SIH)を持つ人々の反跳性頭蓋内圧亢進症は一般的であり、自発性頭蓋内圧低下症を持つ人々は硬膜外血液パッチの成功率が低い可能性がある。この手技は血液を使用するが、免疫不全の人でも重大な感染リスクはない。この手技は完全に安全というわけではなく、投与の結果として7例のくも膜炎が報告されている。

## 適応
硬膜外血液パッチは、治療関連または自発性起立性頭痛に対して施行される。この手技は、硬膜外穿刺又は腰椎穿刺の後に硬膜穿刺後頭痛を緩和するために最もよく使用される。ほとんどの硬膜穿刺後頭痛は自然治癒するため、硬膜外血液パッチは、保存的治療に反応しない中等度から重度の症例にのみ適用される。また、自然頭蓋内圧低下症(SIH)の治療にも使用される。硬膜外血液パッチは、髄膜瘤や髄腔内ポンプ周辺の漏れの治療に使用されている。自発性頭蓋内圧低下症の場合、投与技術は同じだが、注入される血液の量が異なる別の場所に使用される。
日本では、脳脊髄液減少症の治療法でもあり、保険適応となっている。しかし、効果は一定ではなく、硬膜外血液パッチが１回では効かない患者も多い。

## 手技

### 解剖
硬膜穿刺後頭痛による硬膜外血液パッチ投与の場合、事前に硬膜外穿刺を行ったレベルを対象とし、注入された血液は大部分が頭側に拡散する。漏出部位が不明な自発性頭蓋内圧低下症の場合、まず第2腰椎と第3腰椎がターゲットとなる。

### 挿入
硬膜外血液パッチの場合、自家血は末梢静脈から採取される。以下の手順では、一般的な硬膜外針を使用する。 硬膜外血液パッチ には 20mL の血液が推奨されるが、患者が耐えられない場合は注射を中止する必要がある。この量の血液は、産科症例にも推奨される。硬膜外血液パッチは、髄液漏れの場所がわかっている場合、リアルタイムの透視下で実行される。この透視的アプローチは標準的だが 、自発性頭蓋内圧低下症の2部位盲目的注入の症例でも、同様の結果が得られる。自発性頭蓋内圧低下症はまれな疾患であるため、無作為臨床試験は実施されていない。 CTスキャンも使用できる。硬膜外血液パッチからの血液は、硬膜外腔内のいくつかのセグメントに広がるため、穿刺と同じレベルで注入する必要はない。自発性頭蓋内圧低下症の治療には、硬膜外血液パッチの前にアセタゾラミドを投与し、トレンデレンブルグ体位で投与することが有効である。

### 機序
硬膜外血液パッチが施行されると、くも膜下腔を圧迫する腫瘤効果が生じ、それによって頭蓋内に移動する髄液の圧力が増加し、調節される。血液は、晶質液よりも長時間、圧力の急上昇を維持する。同時に、血栓形成の結果として「硬膜外プラグ」が形成される。血栓が嚢に付着し、恒久的なプラグになる可能性がある。約半日後、腫瘤効果が止まり、完成した血栓が残る。

## 禁忌
硬膜外血液パッチは、出血性疾患、穿刺部位の感染症、発熱、血流感染症または敗血症の人には禁忌である。投与前に血液培養を推奨する報告もある。全身感染症がある場合は、硬膜外血液パッチを施行してはならない。脊柱変形、HIV/エイズ、白血病の人には禁忌かもしれない。硬膜外血液パッチは、感染が進行していても中枢神経系に感染を移すリスクが非常に低いが、保存的治療と神経ブロックの後の最終手段である。絶対的な禁忌ではないが、悪性腫瘍を患っている人は禁忌となる場合がある。大規模な臨床研究はほとんど行われていないが、副作用は報告されていない。

## 有効性と合併症
硬膜外血液パッチは侵襲性があるが、50～80%の成功率で非常に効果的であり、硬膜外投与に関連するリスクを除いて、比較的リスクが低い。投与前に24時間待機すると、失敗率が大幅に低下するが、穿刺後48時間以内に実行すると、パッチを繰り返す必要性が高くなる。硬膜外血液パッチによる硬膜穿刺後頭痛の治療の成功は、発症から数か月後でも報告されている。小児集団であっても、反復硬膜外血液パッチの成功率は96%を超える場合がある。硬膜外血液パッチは、22.5mLを超える血液を注入した場合、および髄液漏出がそれほど深刻でない人で成功する可能性が高い。重度の漏出がある場合、治療結果は注入された血液の量に依存しない。効果のない硬膜外血液パッチは、髄液漏出が特定されなかった自発性頭蓋内圧低下症の人で発生する可能性が高く、これらの人々に対して繰り返される可能性がある。一時的な神経学的損傷を引き起こす神経圧迫も発生する可能性がある。それほど頻繁ではないが、これは永続的な場合があり得る。一部の患者には、血液と混合されたフィブリン接着剤が有効かもしれない。硬膜外血液パッチは、大規模な臨床試験は実施されていないが、産後の人では、翼口蓋神経節の神経ブロックよりも多くの副作用を引き起こす可能性がある。必要に応じて複数の硬膜外血液パッチをしてよいが、これは、自発的な頭痛や複数回の漏出がある人で発生する可能性が高くなる。約20%の人が2回目の硬膜外血液パッチを必要とし、最大20%の女性は症状が改善されない。
ただし、追加の硬膜穿刺が発生する可能性があり、誤って髄腔内に血液を注入する可能性が高くなる可能性がある。予防的硬膜外血液パッチは硬膜穿刺後頭痛のリスクを低下させない。硬膜穿刺後頭痛の治療としての硬膜外血液パッチの使用は、歴史的に侵襲的であると考えられていたが、保存的な治療によって頭痛が解決される可能性が低いため、思春期の若者で増加している。透視下硬膜外血液パッチは、盲目的に投与されたものよりも成功している。失敗率は約15～20%だが、これは30%に達することもある。一般的な副作用は、頭痛、背中の痛み、首の痛み、微熱である。約80%の人に背中の痛みが報告されているが、これは圧力の増加の結果である可能性がある。神経根の痛みも発生することがある。反跳性頭蓋内低血圧は、硬膜外血液パッチ後の自発性頭蓋内圧低下症患者に非常によくみられ、アセタゾラミド、トピラマート、または重症の場合は治療的腰椎穿刺で治療できる。ほとんどの場合は重症ではない。まれな副作用には、硬膜下出血または脊椎出血、感染症、および痙攣が含まれるが、硬膜外血液パッチは免疫不全の人でも重大な感染リスクは高くない。投与により神経症状が現れることがある。くも膜炎の7つの症例が報告されている。

## 歴史
硬膜穿刺後頭痛の治療法は歴史的に不確かで49の勧告が存在した。もともと心因性の疾患と考えられていたため、硬膜外血液パッチの開発が遅れていたのかもしれない。テネシー大学の麻酔科講師であったTuran Ozdilは、車のタイヤ修理を見学しているときに、凝固した血液が硬膜の穴を塞ぐという仮説を立てた。Ozdilは、同僚のW. Forrest Powellと共に、犬のモデル実験を行い、1960年頃にはヒトでの治験につながった。一般外科医のJames B. Gormleyは、1960年に血性腰椎穿刺が硬膜穿刺後頭痛の発生率を下げることを初めて観察した。Gormleyは硬膜外血液パッチの実験に2〜3mLの血液しか使わず、硬膜外投与の訓練は受けていなかった。OzdilはGormleyの研究を知らず、Ozdilは予防的な手技を考案した。麻酔科医のAnthony DiGiovanniはOzdilとPowellの技術を改良し、漏出箇所が不明な人に10mLの血液を使って治療した。DiGiovanniのスタッフのBurdett Dunbarは、彼らの技術をもっと広く普及させたいと考えていたが、彼らの研究は当初Anesthesiology誌で掲載拒否され、1970年にAnesthesia & Analgesia誌に掲載された。Johns Hopkins大学のCharles Bagleyのような反対派は、彼らの研究によると髄液中の血液は「重篤な痙攣発作」に至るほど重大な副作用があるとし、1928年からこの治療に対する証拠を提供していたが、DiGiovanniは1972年にこれを反証している。1980年、J. Selwyn Crawfordは、より大量の血液を使用することが成功率を高めることを発見した。この方法は、1970年代末に広く受け入れられることになる。
日本においては、硬膜外血液パッチは脳脊髄液減少症の治療法として知られるに至り、2010年時点では、髄液漏れを止める硬膜外自家血注入による治療が保険外で行われていた。疾患定義や診断法を疑問視する専門家も多く、曖昧な診断の下で硬膜外血液パッチを行うことに対しては安全性の観点からも疑問が呈されていた。2012年には先進医療として認定された。2016年1月20日付けの厚生労働省による発表で、2016年4月1日から硬膜外血液パッチによる治療が健康保険適用となることが公開され、同日から保険適応となった。